# لاسياوات
لاسياوات (الاسم العلمي: Lasioideae)، فُصيلة نباتات مُزهرة من فصيلة اللوفية. تحتوي على عشرة أجناس: نادرة ذات مظهر ورقي، نادرة ورقية، نطفة منحنية، حشائش تنينة، حشيشة التنين، لاسية، لاسية الشكل، لاسية قدمية، قناب ثخين، وقناب ذيلي.